# Todagin South Slope Park
Todagin South Slope Park är en park i Kanada.   Den ligger i provinsen British Columbia, i den centrala delen av landet, 3 900 km väster om huvudstaden Ottawa. Todagin South Slope Park ligger 1 533 meter över havet.
Terrängen runt Todagin South Slope Park är bergig åt nordväst, men åt sydost är den kuperad. Trakten runt Todagin South Slope Park är nära nog obefolkad, med mindre än två invånare per kvadratkilometer.. Det finns inga samhällen i närheten.
Omgivningarna runt Todagin South Slope Park är i huvudsak ett öppet busklandskap.